# Seward County (Nebraska)
Seward County ist ein County im Bundesstaat Nebraska der Vereinigten Staaten. Der Verwaltungssitz (County Seat) ist Seward.

## Geographie
Das County liegt im Südosten von Nebraska, ist im Süden etwa 80 km von Kansas, im Osten etwa 90 km von Iowa und Missouri entfernt und hat eine Fläche von 1491 Quadratkilometern, wovon 3 Quadratkilometer Wasserfläche sind. Es grenzt im Uhrzeigersinn an folgende Countys: Butler County, Lancaster County, Saline County, Fillmore County, York County und Polk County.

## Geschichte
Seward County wurde 1867 gebildet. Benannt wurde es nach William H. Seward, einem Außenminister.
Neun Bauwerke und Stätten des Countys sind im National Register of Historic Places eingetragen (Stand 12. Februar 2018).

## Demografische Daten

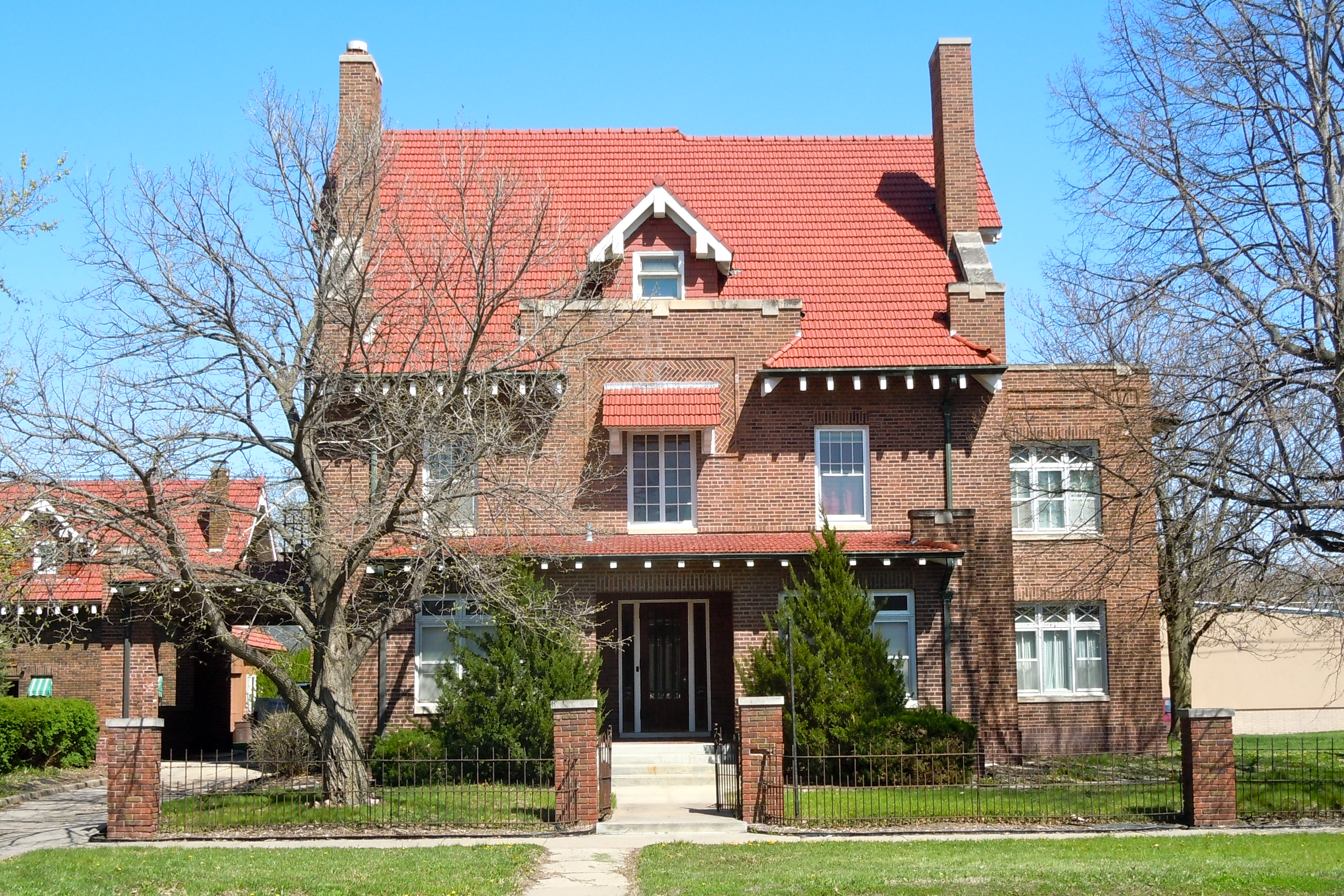
John and Philomena Sand Zimmerer House, gelistet im NRHP

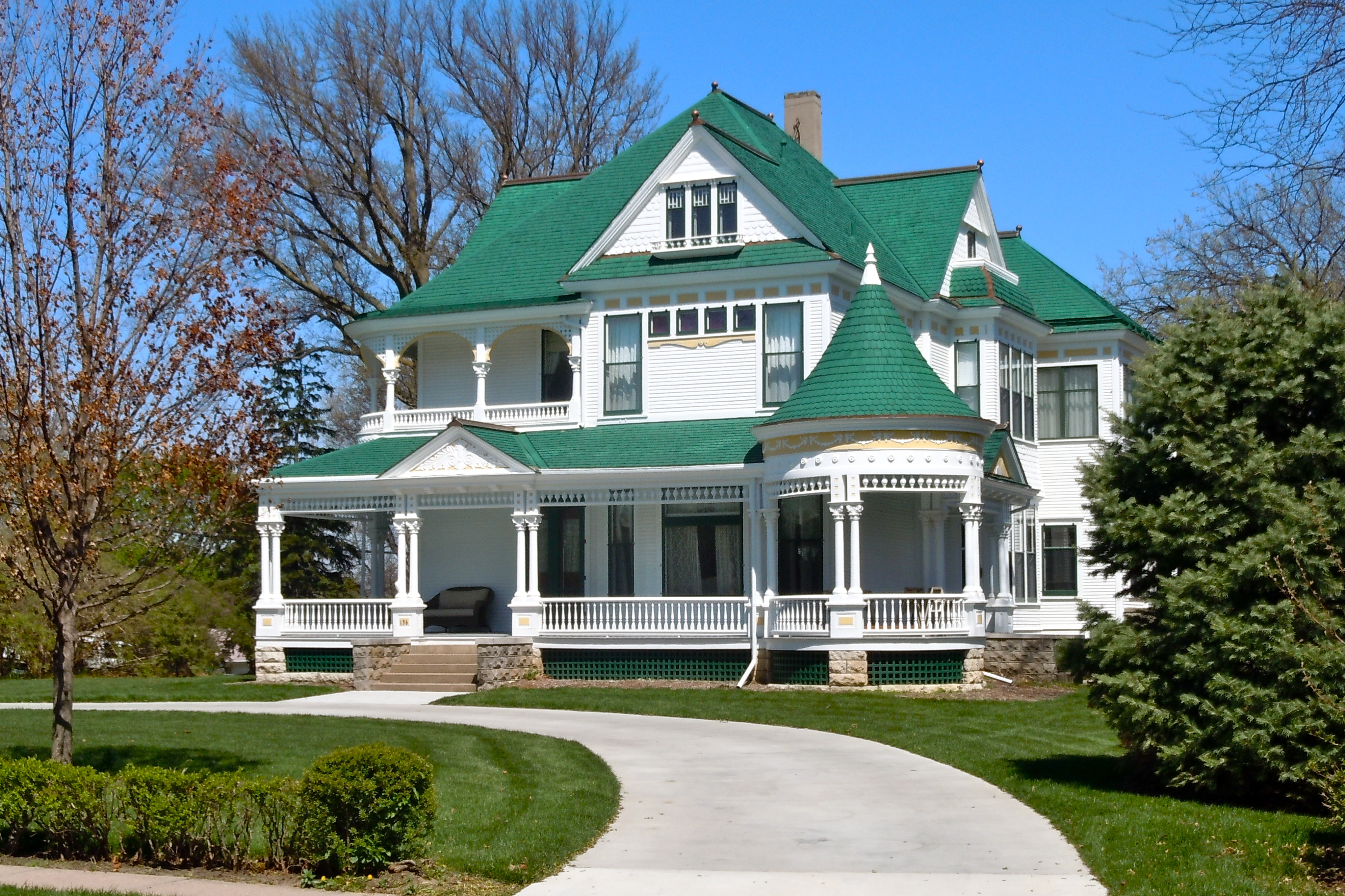
Harry T. Jones House, gelistet im NRHP

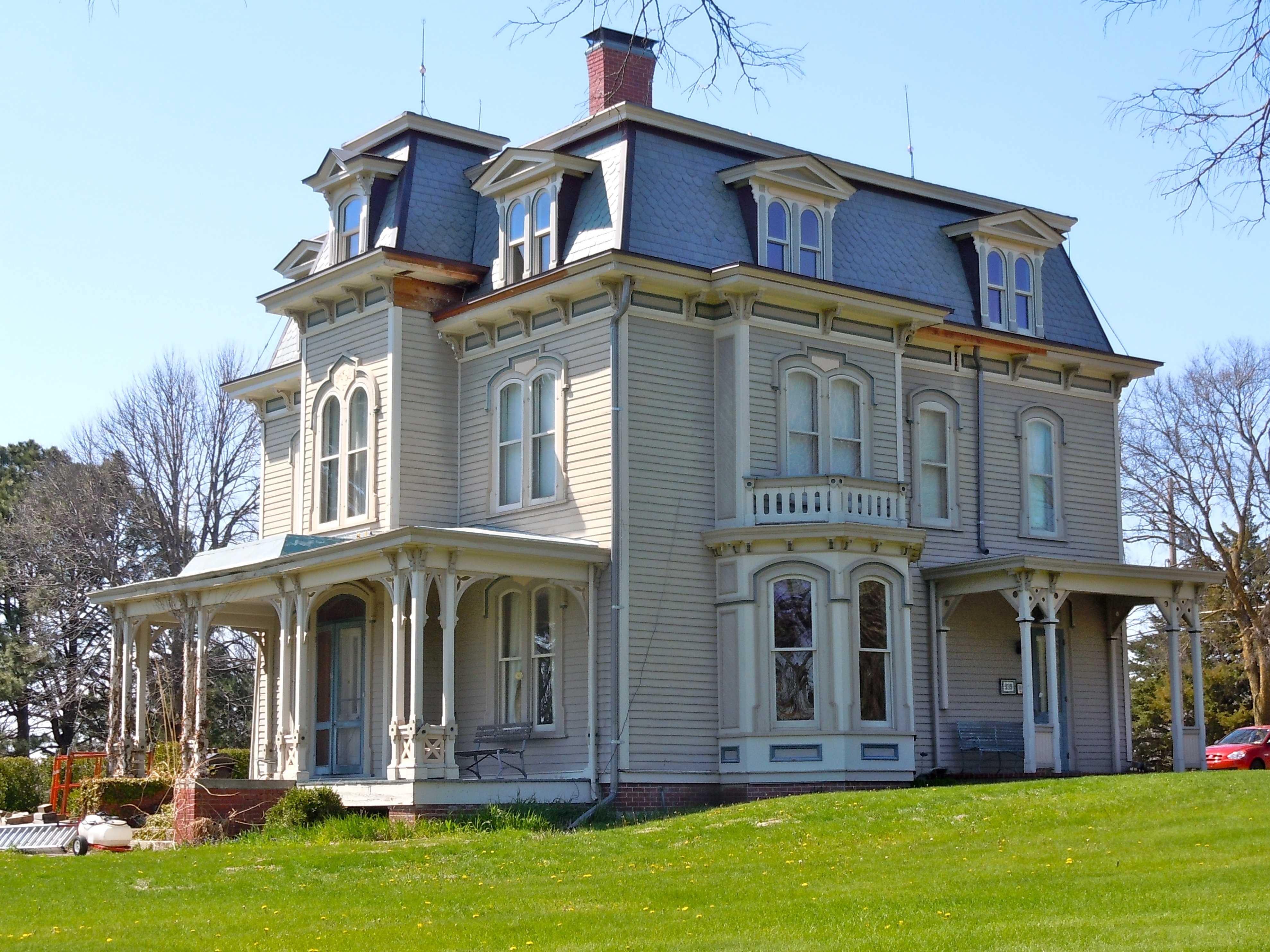
John Cattle, Jr. House, gelistet im NRHP

Nach der Volkszählung im Jahr 2000 lebten im Seward County 16.496 Menschen. Davon wohnten 1.291 Personen in Sammelunterkünften, die anderen Einwohner lebten in 6.013 Haushalten und 4.215 Familien. Die Bevölkerungsdichte betrug 11 Einwohner pro Quadratkilometer. Ethnisch betrachtet setzte sich die Bevölkerung zusammen aus 98,05 Prozent Weißen, 0,28 Prozent Afroamerikanern, 0,21 Prozent amerikanischen Ureinwohnern, 0,29 Prozent Asiaten, 0,05 Prozent Bewohnern aus dem pazifischen Inselraum und 0,40 Prozent aus anderen ethnischen Gruppen; 0,72 Prozent stammten von zwei oder mehr Ethnien ab. 1,09 Prozent der Bevölkerung waren spanischer oder lateinamerikanischer Abstammung.
Von den 6.013 Haushalten hatten 32,8 Prozent Kinder und Jugendliche unter 18 Jahre, die bei ihnen lebten. 61,5 Prozent waren verheiratete, zusammenlebende Paare, 5,6 Prozent waren allein erziehende Mütter, 29,9 Prozent waren keine Familien, 24,9 Prozent waren Singlehaushalte und in 12,1 Prozent lebten Menschen im Alter von 65 Jahren oder darüber. Die Durchschnittshaushaltsgröße betrug 2,53 und die durchschnittliche Familiengröße lag bei 3,04 Personen.
Auf das gesamte County bezogen setzte sich die Bevölkerung zusammen aus 24,7 Prozent Einwohnern unter 18 Jahren, 14,3 Prozent zwischen 18 und 24 Jahren, 24,6 Prozent zwischen 25 und 44 Jahren, 21,2 Prozent zwischen 45 und 64 Jahren und 15,2 Prozent waren 65 Jahre alt oder darüber. Das Durchschnittsalter betrug 36 Jahre. Auf 100 weibliche Personen kamen 103,2 männliche Personen. Auf 100 Frauen im Alter von 18 Jahren oder darüber kamen statistisch 102,5 Männer.
Das jährliche Durchschnittseinkommen eines Haushalts betrug 42.700 USD, das Durchschnittseinkommen der Familien betrug 51.813 USD. Männer hatten ein Durchschnittseinkommen von 32.218 USD, Frauen 22.329 USD. Das Prokopfeinkommen betrug 18.379 USD. 4,1 Prozent der Familien und 7,0 Prozent der Bevölkerung lebten unterhalb der Armutsgrenze. Darunter waren 6,2 Prozent der Kinder und Jugendlichen unter 18 Jahren und 6,8 Prozent der Menschen über 65 Jahre.

## Orte im County
- Beaver Crossing
- Bee
- Cordova
- Garland
- Goehner
- Grover
- Milford
- Pleasant Dale
- Riverside Park
- Ruby
- Seward
- Staplehurst
- Tamora
- Utica